# Dialogische Introspektion
Dialogische Introspektion, englisch Dialogic Introspection, ist eine Methode zur Erforschung individueller psychischer Vorgänge wie Denken und Fühlen, Vorstellungen und Erinnerungen durch Introspektion – der Wahrnehmung des bewussten eigenen Erlebens – durchgeführt in Gruppen. Da im Erleben auch die soziale Wirklichkeit der Subjekte zugänglich wird, kann die Methode nicht nur für psychologische, sondern auch für sozialpsychologische und soziologische Fragestellungen eingesetzt werden. Entwickelt wurde sie in der Hamburger Forschungswerkstatt, initiiert durch Gerhard Kleining und Harald Witt seit Januar 1997. Die Methode gilt als geeignet für qualitative Psychologie und qualitative Sozialforschung. Sie wurde 1998 auf einer Tagung über Introspektion vorgeschlagen und seitdem auf verschiedenen Tagungen und Kongressen vorgestellt.
Die Dialogische Introspektion ist in der qualitativ heuristischen Methodologie Gerhard Kleinings verankert.
Mit der Methode wird die seit der behavioristischen Kritik durch John B. Watson als subjektiv in Frage gestellte Introspektion in modifizierter Form als wissenschaftliche Methode erneut vorgeschlagen und damit das Forschungsfeld des inneren Erlebens wieder zugänglich gemacht.
Die Methode systematisiert die spontane und fragmentarische Alltagsintrospektion mit Regeln zur Durchführung und Protokollierung der Introspektion, um die zunächst subjektiven Introspektionen in intersubjektive, wissenschaftlich verwertbare Mitteilungen zu überführen und damit die Reliabilität und Validität der Introspektion zu verbessern. Dabei wird die Gruppensituation zur Erschließung von Erlebensinhalten und -formen eingesetzt.
Die Methode ist dialogisch, weil die Datenerhebung in der Gruppe erfolgt, welche die Teilnehmer zu vielfältigen dialogischen Prozessen anregt.

## Geschichte
Introspektion bezieht sich auf die Standardmethode der psychologischen Forschung zur Wende des 19. zum 20. Jahrhunderts, bei der Forscher wie Franz Brentano (1838–1917), Wilhelm Wundt (1832–1920) oder Edward B. Titchener (1867–1927) Introspektion betrieben und die später in typischen Versuchsleiter-Versuchsperson-Experimentalanordnungen in der Würzburger Schule, der Denkpsychologie um Oswald Külpe (1862–1915) zwischen 1896 und 1909, weiter geführt wurde. Ihr Gegenstand war das Erleben bei psychischen Vorgängen des Urteilens, Denkens und Problemlösens. Karl Bühler nannte sie in seiner 1928 erschienenen „Krise der Psychologie“ Erlebnispsychologie. Die Versuchspersonen, meist die Forscher selbst, hatten Denk- und Urteilsaufgaben zu lösen und zu berichten, was sie während des Versuchs erlebt hatten.
Die Dialogische Introspektion überträgt die Einzelbefragung mit Versuchsleiter aus der Würzburger Schule auf die Introspektion in der Gruppe.

## Versuchsanordnung
Ca. 4–12 Teilnehmer beschäftigen sich unter Anleitung eines Versuchsleiters mit einem Forschungsgegenstand, z. B. dem Erleben eines Films. Dabei haben sie die Aufgabe, ihr eigenes Erleben mit folgender Instruktion zu beobachten:
„Seien Sie offen und aufmerksam für alles, was während des Films in Ihnen vorgeht, Ihre Gedanken, Phantasien und Erinnerungen, Ihre Empfindungen und Gefühle. Lassen Sie alle Gefühle und Einfälle zu. Sie können sich schon während des Films Notizen machen.“
Nach der Vorführung notieren die Teilnehmer jeweils für sich ihr Erleben. Diese Protokollphase kann ca. 5–15 Minuten dauern. Sie ist beendet, wenn sich niemand mehr Notizen machen möchte.
Anschließend berichten die Teilnehmer reihum von ihrer Introspektion, wobei folgende Regeln gelten:
- Die Teilnehmer berichten mündlich, wobei sie ihre Notizen verwenden können.
- Sie können ohne Zeitbegrenzung alles mitteilen, was sie möchten – im Extremfall auch nichts.
- Kommentare oder Wertungen durch andere Teilnehmer sind nicht erlaubt, Diskussionen unterbleiben.
- Die Notizen bleiben zur Verfügung der Teilnehmer.

In einer zweiten Runde sind Ergänzungen zum eigenen Introspektionsbericht möglich. Dadurch, dass die Teilnehmer voneinander hören, wie sie das gleiche Ereignis erlebt haben, werden sie angeregt, erneut ihren eigenen Erfahrungen nachzuspüren und ihren Bericht zu ergänzen.
Die Verfahrensregeln, für deren Einhaltung der Versuchsleiter sorgt, sollen die Mitteilungen der Einzelnen in der Gruppe erleichtern und unerwünschte gruppendynamische Prozesse minimieren helfen. Außerdem dienen sie zur Hierarchieabschwächung, da jeder Teilnehmer den gleichen Raum für Mitteilungen zur Verfügung hat.
Die Introspektionsberichte werden auf Tonband aufgezeichnet, transkribiert und außerhalb der Gruppe in Einzelarbeit analysiert. Die Analyse erfolgt durch Suche nach Gemeinsamkeiten in den Daten nach den Regeln der qualitativ-heuristischen Methodologie.
Durch die Gruppensituation werden Selbstdialoge mit Mitteilungen an die Gruppe verschränkt. Einerseits beschäftigen sich die Einzelnen im Selbstdialog mit ihrem Erleben und dem Versuch, es angemessen zu dokumentieren; anderseits gibt es kontrollierte soziale Kommunikation, die das eigene Erleben den anderen in der Gruppe mitteilt und das mitgeteilte fremde Erleben der anderen zur Kenntnis nimmt und zum eigenen Erleben in Beziehung setzt. Selbstdialog und die Mitteilungen in der Gruppe stimulieren sich gegenseitig.

## Vorteile der Methode
Sie versucht die individuelle Selbstbeobachtung und die Würzburger Methode der Introspektion durch Veränderungen bei Erhebung und Analyse zu verbessern, insbesondere durch
- systematische und kontrollierte Ausführung mit variierter Dokumentation des Erlebens,
- Trennung von Selbstbeobachtung und Analyse,
- Kombination von inneren Dialogen und kontrolliertem Austausch in der Gruppe,
- Kontrolle unerwünschter Gruppeneinflüsse wie beim „Focused Interview“ (Gruppendiskussion),
- Analyse der Daten auf Gemeinsamkeiten, um die intersubjektiven Aspekte des Erlebens zu erkennen.

Die Methode entkräftet oder schwächt die Haupteinwände ab, die gegen die Introspektion vorgebracht wurden wie Subjektivität und mangelnde Reliabilität.
Gegenüber introspektiven Einzeluntersuchungen werden in der Ausführung in der Gruppe folgende Vorteile gesehen:
- Flüchtige Introspektionseindrücke können bei richtiger Anwendung der Methode differenzierter, ausführlicher und vollständiger berichtet werden. Die repressionsfreie Gruppensituation aktiviert die eigene Erinnerung, ermutigt über „banale“ oder beschämende Details zu berichten und kann dazu beitragen, eigene Erlebensinhalte in den Berichten der anderen zu erkennen (Resonanzphänomen).
- Bei heterogener Zusammensetzung der Teilnehmer kann bereits mit der ersten Untersuchung eine erhebliche Variation der Daten erreicht werden; zusätzliche Gruppen können die Datenbasis erweitern.

## Grenzen der Methode
Sie werden in folgenden Faktoren gesehen:
- Beschränkte Introspektionsfähigkeit: Kinder können Probleme haben, ihrer flüchtigen Selbstbeobachtung habhaft zu werden. In psychisch instabilen Zuständen (z. B. akute Angst, Schlafmangel, Erschöpfung, Stress) kann es problematisch sein, sich auf das eigene Erleben zu konzentrieren.
- Die sprachliche Darstellung: Introspektionsinhalte zu formulieren, ist nicht jedem Teilnehmer ausreichend möglich.
- Kulturelle Eigenheiten: In manchen Kulturen darf das eigene Erleben nicht öffentlich gemacht werden. Über die Eskimos wird berichtet, es gelte als unschicklich, die eigenen Gefühle mitzuteilen.[10]

## Bisherige Anwendungen
Es wurden Untersuchungen zu verschiedenen Themen ausgeführt:
- Zu einem spontanen Schreckreiz (mit sehr kurzer Introspektionsphase),
- zur Medienrezeption (Tagesschau-Sendungen, Kurzfilme, TV-Soaps, Internetchatroom, Tierfilm mit Kindern als Teilnehmern),
- zum Erleben von architektonischen Räumen (Bahnhöfe),
- zu biographisch bedeutsamen Erfahrungen,
- zu Alltagsgefühlen,
- zur Supervision und
- zum Erwägen im Alltag.

Die Anwendung der Dialogischen Introspektion führte in Kombination mit anderen qualitativ heuristischen Methoden zur Entwicklung einer dialektischen Theorie des Gefühlserlebens.